# Islam Yashuev
Islam Yashuev, né le 23 janvier 1993, est un judoka russe en activité évoluant dans la catégorie des moins de 60 kg (poids super-légers). Il a remporté la médaille d'or des championnats d'Europe 2018 dans sa catégorie.

## Palmarès

### Palmarès international
| Année | Compétition           | Lieu     | Résultat | Catégorie      |
| ----- | --------------------- | -------- | -------- | -------------- |
| 2018  | Championnats d'Europe | Tel Aviv | 1er      | Moins de 60 kg |